# Erycinidia hemileuca
Erycinidia hemileuca är en fjärilsart som beskrevs av Jordan 1930. Erycinidia hemileuca ingår i släktet Erycinidia och familjen praktfjärilar. Inga underarter finns listade i Catalogue of Life.